# Stadtgebiete und Stadtteile in Stralsund
Stralsund ist kleinräumig gegliedert in Stadtgebiete und Stadtteile.

## Amtliche Stadtgliederung

### Stadtgebiete
Stralsund besteht aus acht Stadtgebieten.
- 01 – Stadtgebiet Altstadt
- 02 – Stadtgebiet Knieper
- 03 – Stadtgebiet Tribseer
- 04 – Stadtgebiet Franken
- 05 – Stadtgebiet Süd
- 06 – Stadtgebiet Lüssower Berg
- 07 – Stadtgebiet Langendorfer Berg
- 08 – Stadtgebiet Grünhufe

### Stadtteile und Stadtteiche
Von den acht Stadtgebieten sind sieben in Stadtteile untergliedert. Die drei auf dem Gebiet Stralsund liegenden Teiche sind in der Verwaltungsgliederung als Stadtteiche aufgeführt.
- 01 – Altstadt:
  - 011 – Altstadt
  - 012 – Hafeninsel
  - 013 – Bastionengürtel
- 02 – Knieper:
  - 021 – Kniepervorstadt
  - 022 – Knieper Nord
  - 023 – Knieper West
- 03 – Tribseer:
  - 031 – Tribseer Vorstadt
  - 032 – Tribseer Siedlung
  - 033 – Tribseer Wiesen
  - 034 – Schrammsche Mühle
- 04 – Franken:
  - 041 – Frankenvorstadt
  - 042 – Dänholm
  - 043 – Franken Mitte
  - 044 – Frankensiedlung
- 05 – Süd:
  - 051 – Andershof
  - 052 – Devin
  - 053 – Voigdehagen
- 06 – Lüssower Berg:
  - 061 – Am Lüssower Berg
  - 062 – Am Umspannwerk
- 08 – Grünhufe:
  - 081 – Stadtkoppel
  - 082 – Vogelsang
  - 083 – Grünthal-Viermorgen
  - 084 – Freienlande
- 99 – Stadtteiche
  - 991 – Frankenteich
  - 992 – Knieperteich
  - 993 – Moorteich

Das Stadtgebiet Langendorfer Berg ist nicht weiter gegliedert.

## Einwohner
| Stadt     | Stadtgebiet       | Stadtteil           | Einwohner (Stand: 2022) |
| --------- | ----------------- | ------------------- | ----------------------- |
| Stralsund | 59.618            | 59.618              | 59.618                  |
| Stralsund | Altstadt          | 6.083               | 6.083                   |
| Stralsund | Altstadt          | Altstadt            | 5.767                   |
| Stralsund | Altstadt          | Hafeninsel          | 11                      |
| Stralsund | Altstadt          | Bastionengürtel     | 305                     |
| Stralsund | Knieper           | 24.676              | 24.676                  |
| Stralsund | Knieper           | Kniepervorstadt     | 5.878                   |
| Stralsund | Knieper           | Knieper Nord        | 6.765                   |
| Stralsund | Knieper           | Knieper West        | 12.033                  |
| Stralsund | Tribseer          | 10.460              | 10.460                  |
| Stralsund | Tribseer          | Tribseer Vorstadt   | 5.468                   |
| Stralsund | Tribseer          | Tribseer Siedlung   | 3.429                   |
| Stralsund | Tribseer          | Tribseer Wiesen     | 1.398                   |
| Stralsund | Tribseer          | Schrammsche Mühle   | 165                     |
| Stralsund | Franken           | 6.815               | 6.815                   |
| Stralsund | Franken           | Frankenvorstadt     | 5.146                   |
| Stralsund | Franken           | Dänholm             | 477                     |
| Stralsund | Franken           | Franken Mitte       | 384                     |
| Stralsund | Franken           | Frankensiedlung     | 808                     |
| Stralsund | Süd               | 4.603               | 4.603                   |
| Stralsund | Süd               | Andershof           | 3.954                   |
| Stralsund | Süd               | Devin               | 566                     |
| Stralsund | Süd               | Voigdehagen         | 83                      |
| Stralsund | Lüssower Berg     | 236                 | 236                     |
| Stralsund | Lüssower Berg     | Am Lüssower Berg    | k. A.                   |
| Stralsund | Lüssower Berg     | Am Umspannwerk      | k. A.                   |
| Stralsund | Langendorfer Berg | 321                 | 321                     |
| Stralsund | Grünhufe          | 6.424               | 6.424                   |
| Stralsund | Grünhufe          | Stadtkoppel         | 322                     |
| Stralsund | Grünhufe          | Vogelsang           | 2.504                   |
| Stralsund | Grünhufe          | Grünthal-Viermorgen | 3.507                   |
| Stralsund | Grünhufe          | Freienlande         | 91                      |